# Patrik Čermák
Patrik Čermák (* 1991) je český učitel, vědec, úředník, kouč a mentor. Aktuálně pracuje na Ministerstvu školství, mládeže a tělovýchovy a věnuje se nadané mládeži v moderním vzdělávacím centru SFÉRA Pardubice. Působil na ústavu aplikované fyziky a matematiky Fakulty chemicko-technologické Univerzity Pardubice, externě také na Střední průmyslové škole chemické. Zabývá se filosofií vědy a vzděláváním.

## Biografie
Vystudoval slaboproudou elektrotechniku se zaměřením na výpočetní a automatizační techniku na Střední průmyslové škole elektrotechnické. Dále chemii a fyziku materiálů na Fakultě chemicko-technologické a filosofii na Fakultě filozofické Univerzity Pardubice. Již v době svých středoškolských studií začal spolupracovat s Univerzitou Pardubice na výzkumu polovodičů. Absolvoval koučovací výcvikový program v Gestalt přístupu. Za výsledky své práce obdržel řadu národních i mezinárodních ocenení a uznání.
| „                   | Myslím si, že doba nazrává k tomu, abychom znovu objevovali interdisciplinární věci. Abychom propojovali věci mezi sebou. A nejenom věci, ale i lidi mezi sebou. | “ |
| — Patrik Čermák [1] | |   |